# Чемпионат мира по тяжёлой атлетике 1958
34-й чемпионат мира по тяжёлой атлетике прошёл с 16 по 21 сентября 1958 года в Стокгольме (Швеция). В нём приняли участие 96 спортсменов из 27 стран. Атлеты были разделены на 7 весовых категорий и соревновались в троеборье (жим, рывок и толчок). В рамках этого турнира был проведён 38-й чемпионат Европы.

## Общий медальный зачёт
| Место | Страна   | Золото | Серебро | Бронза | Всего |
| ----- | -------- | ------ | ------- | ------ | ----- |
| 1     | СССР     | 5      | 2       | 0      | 7     |
| 2     | США      | 2      | 4       | 0      | 6     |
| 3     | Италия   | 0      | 1       | 1      | 2     |
| 4     | Иран     | 0      | 0       | 3      | 3     |
| 5     | Болгария | 0      | 0       | 1      | 1     |
| 5     | Франция  | 0      | 0       | 1      | 1     |
| 5     | Польша   | 0      | 0       | 1      | 1     |
| Всего | Всего    | 7      | 7       | 7      | 21    |

## Медалисты чемпионата мира
| Вес         | Золото                  | Золото   | Серебро                    | Серебро  | Бронза                        | Бронза   |
| ----------- | ----------------------- | -------- | -------------------------- | -------- | ----------------------------- | -------- |
| До 56 кг    | Владимир Стогов (СССР)  | 342.5 кг | Чарльз Винчи (США)         | 327.5 кг | Али Сафа-Сонболи (Иран)       | 312.5 кг |
| До 60 кг    | Исаак Бергер (США)      | 372.5 кг | Евгений Минаев (СССР)      | 362.5 кг | Себастьяно Маннирони (Италия) | 342.5 кг |
| До 67,5 кг  | Виктор Бушуев (СССР)    | 390.0 кг | Лучано Де Дженова (Италия) | 362.5 кг | Хенрик Тамраз (Иран)          | 357.5 кг |
| До 75 кг    | Тамио Коно (США)        | 430.0 кг | Фёдор Богдановский (СССР)  | 422.5 кг | Марсель Патерни (Франция)     | 395.0 кг |
| До 82,5 кг  | Трофим Ломакин (СССР)   | 440.0 кг | Джим Джордж (США)          | 435.0 кг | Иренеуш Палинский (Польша)    | 432.5 кг |
| До 90 кг    | Аркадий Воробьёв (СССР) | 465.0 кг | Дэвид Шеппард (США)        | 450.0 кг | Иван Веселинов (Болгария)     | 422.5 кг |
| Свыше 90 кг | Алексей Медведев (СССР) | 485.0 кг | Дэйв Эшман (США)           | 457.5 кг | Фируз Поджхан (Иран)          | 455.0 кг |